# Fóbiák listája
Ez a cikk a fóbiák listája, vagyis olyan szavak listája, amelyben a fóbia egy összetett szó tagját alkotja. A lista nem teljes, mivel egy teljes akár több ezer szóra terjedne.
A szavakban a -fóbia (φόβος – phobosz) szórész általában egy görög eredetű szóhoz csatlakozik, de egyes esetekben a görög eredetű -fóbia latin szóhoz kapcsolódik, ami nyelvészetileg kissé sánta.
A -fóbia szavak előfordulása: pszichiátriában (irracionális, lekötelező félelem valamitől), kémiában (kémiai averzió, a vonzalom ellentéte), biológiában (mikroorganizmusok például környezeti averziójának leírására), és orvostudományban (hiperszenzitivitás például zajra, fényre).
Igen sok fóbia szó és lista van az irodalomban, ahol a fóbia szót csak érdeklődéskeltés céljából kapcsolják akármilyen más szóhoz, sokszor hirdetési célból (erre a gyakorlatra az angol counterspamming szót hozták be).

## A különféle fóbiák
- Ablutofóbia, fürdéstől való iszony[1]
- Akrofóbia, Altofóbia – tériszony, magaslatfélelem.
- Akarofóbia Archiválva 2023. június 4-i dátummal a Wayback Machine-ben,
- Akusztikofóbia - félelem a zajtól
- Aerofóbia – beteges légiszony, repüléstől való félelem
- Agorafóbia – nagyobb tértől, utcáktól való félelem
- Algofóbia – fájdalomtól való irtózás.
- Antropofóbia – emberi társaságtól való rettegés, a szociális fóbia egy fajtája
- Aquafóbia, Hidrofóbia – víztől való rettegés
- Asztrafóbia, Asztrapofóbia, Brontofóbia, Keraunofóbia – mennydörgéstől, villámlástól és vihartól való félelem (kisgyerekekre jellemző).
- Autofóbia, Monofóbia – magánytól való félelem
- Aviofóbia, Aviatofóbia – irtózás repüléstől.[2]
- Bacillofóbia, Bakteriofóbia, Mikrobiofóbia – mikróbáktól való rettegés
- Cathisofóbia, a leüléstől való félelem[3]
- Cibofóbia, Sitofóbia – az ételtől való elrettenés az anorexia nervosa szinonimája
- Demofóbia, – tömegiszony.
- Dentofóbia, Dontofóbia, Odontofóbia – a fogorvostól és a fogászattól való félelem
- Dizmorfofóbia, más néven testi dismorfológiai rendellenesség – egy meglevő, vagy beképzelt testi defektustól való obszesszív elszörnyülés
- Electrofóbia – áramtól, elektromosságtól való félelem
- Emetofóbia – hányástól való félelem
- Eremofóbia – egyedülléttől való félelem
- Ergaziofóbia, Ergofóbia – munkától, vagy inkább egy bizonyos aktivitástól, vagy funkció betöltésétől való félelem (például egy sebész félelme operáció végrehajtásától)
- Erotofóbia – a szerelem fizikai részétől, vagy az arról való társalgástól való félelem
- Eritrofóbia – pirulástól (és annak szociális hatásától) való félelem, ami többnyire krónikus pirulásban szenvedők esetén léphet fel[4]
- Fazmofóbia – szellemektől való félelem
- Fobofóbia – attól való rettegés, hogy valami fóbiád van
- Fonofóbia – zajtól való félelem
- Galeofóbia – cápáktól való félelem
- Gefirofóbia – hidaktól való félelem
- Genofóbia, Koitofóbia – szexuális interkurzustól való félelem
- Glosszofóbia – rettegés attól, ha nyilvánosan beszélni kell
- Gimnofóbia – meztelenségtől való félelem
- Ginofóbia – nőktől való félelem
- Haptefóbia – megérintéstől való félelem. Gyakran gyerekkori bántalmazás az okozója. Ez illető retteg az érintéstől, gyakran pánikrohamszerű rohamot kap, ha valaki a megérintésével próbálkozik[5]
- Heliofóbia – a napsugártól való félelem
- Hemofóbia (vagy haemofóbia) – a vértől való félelem, és látására való elrettenés. Súlyosabb esetben a félelem kisebb-nagyobb sokkhoz vezethet.[6]
- Hexakosioihexekontahexafóbia – a 666-os számtól való félelem
- Hipotermofóbia- hidegtől való félelem
- Hoplofóbia – fegyverektől, különösen lőfegyverektől való félelem (mind politikai, mind pszichológiai szempontból)
- Kardiofóbia – szívbetegségektől való félelem
- Klausztrofóbia – bezártságtól való rettegés
- Kozmikofóbia – a csillagos ég látványa miatt felmerülő gondolatoktól és érzésektől (magány, végtelenség, üresség) való rettegés
- Kuloultrofóbia – bohócoktól való félelem (nem csak gonosz bohócoktól való)
- Ligirofóbia – hangos zajtól való elrettenés
- Ligofóbia – félelem a szürkülettől
- Mizofóbia – piszoktól és szennyeződésektől való félelem
- Nekrofóbia – haláltól és halottól való félelem
- Neofóbia, Kainofóbia, Kainotofóia, Szenofóbia vagy Cenofóbia, Szentofóbia vagy cenotofóbia, Kainololofóbia – félelem mindentől, ami új
- Nomofóbia – félelem hordozható telefonnal való elérhetőség hiányától
- Nozofóbia – félelem fertőzhetőségtől
- Niktofóbia, Achluofóbia, – félelem az éjjeltől, sötétségtől
- Oktofóbia – félelem a nyolcas számtól
- Ozmofóbia, Olfaktofóbia – szagoktól való rettegés
- Paraszkavedekatriafóbia, Paraszkevidekatriafóbia, Friggatriszkaidekafóbia – félelem a péntek 13.-ai napoktól
- Panfóbia – állandó oktalan rettegés valamitől
- Peladofóbia – félelem a kopasz emberektől
- Pesfóbia – lábfejektől való félelem
- Pirofóbia – félelem a tűztől
- Phonefóbia - a telefonálástól való félelem
- Rádiófóbia – félelem a radioaktivitástól és a röntgensugárzástól
- Skotofóbia – félelem a sötéttől
- Szociofóbia – (újabb megnevezése APD, elkerülő személyiségzavar) az emberektől illetve a társadalomtól való félelem, vagy ellenszenv
- Talasszofóbia – félelem a mély víztől (főként a tengertől) iszony a víz alatti élőlényektől, tárgyaktól
- Tafofóbia – a sírtól és élve eltemetéstől való rettegés[7]
- Technofóbia – a technológiától való félelem (lásd még: ludditák)
- Tetrafóbia – a 4-es számtól való félelem
- Tetrabisfóbia – félelem attól, hogy vaksötétben nem kapsz levegőt[8]
- Termoliafóbia – a nyári meleg napfény elkerülése
- Tokofóbia – szüléstől való félelem
- Triskaidekafóbia, Terdekafóbia – a 13-as számtól való félelem
- Tripanofóbia, Aichmofóbia, Belonefóbia, Enetofóbia – a tűktől illetve injekciós tűktől és az injekcióktól való félelem
- Vaccinofóbia – oltástól való félelem
- Vénusztrofóbia – szép nőktől való félelem
- Xenofóbia – idegenektől való félelem, idegengyűlölet

## Zoofóbiák (bizonyos állatoktól való félelem)
- Ailurofóbia – macskafélelem
- Apifóbia, Melisszofóbia – félelem méhektől
- Arachnofóbia – pókoktól való félelem
- Chilopodofóbia- százlábúktól való félelem
- Entomofóbia – rovaroktól való félelem
- Equinofóbia, Hippofóbia – lovaktól való félelem
- Herpetofóbia – hüllőktől való félelem
- Ichthiofóbia – halaktól való félelem
- Kinofóbia – kutyáktól való félelem
- Kiroptofóbia – denevértől való félelem
- Musofóbia – egértől és patkánytól való félelem
- Ofidiofóbia – kígyóktól való félelem
- Ornitofóbia – madaraktól való félelem
- Ranidafóbia – békáktól való félelem
- Spheksofóbia – darazsaktól való félelem
- Vermifóbia – férgektől való félelem
- Zoofóbia – gyűjtőnév az állati fóbiákra

## Nem pszichológiai állapot leírása
Az itt sorolt szavak esetében a fóbia nem pszichológiai, hanem fizikai. Példa erre a fonofóbia, ami az agyhártyagyulladás egyik tünete, és a zajtól való rettegést jelenti, ami fizikai fájdalmat okoz a betegnek.
- Achluofóbia, félelem a sötétségtől
- Hidrofóbia – a víztől való irtózás: a veszettség egyik tünete.
- Fotofóbia – az egyént a fény igen zavarja: hiperszenzitivitás, túlérzékenység a fényre. Ez az agyhártyagyulladás egyik tünete, valamint a migrénes fejfájásnak is
- Fonofóbia – az egyént akármilyen zaj vagy hang zavarja: túlérzékenység zajra és bármiféle hangra. Ez is tünete az agyhártyagyulladásnak és a migrénnek is, valamint alkoholos italokkal való mérgezésnek
- Ozmofóbia – túlérzékenység és averzió a szagokra. Gyakori várandósság alatt

## Biológia, kémia
Biológiában és kémiában a szavak olyan állapotot írnak le, ahol az élőlények elkerülnek egyes fizikai körülményeket, vegyületek nem elegyednek egymással, stb.
- Acidofóbia – savas közeg közelségének elkerülése
- Heliofóbia – a napfény elkerülése
- Hidrofóbia – a víz elkerülése, vagy víz által való pozitív taszítás
- Lipofóbicitás – zsíros/olajos közeg elkerülése, vagy pozitív taszítása/elvetése
- Fotofóbia (biológia) – a negatív fototaxis vagy fototropizmus reakció
- Szuperhidrofóbia – azon anyagok tulajdonsága, amiket igen nehezen lehet nedvesíteni
- Termofóbia – meleg közeg, hő elkerülése
- Xerophobia – szárazság elkerülése, száraz körülmények között disztressziós jelek mutatása

## Ellenérzés/előítélet
A -fóbia nemzetiségek vagy egyéb társadalmi csoportok szembeni ellenérzést is leírhat és így az anti- csatlakozó szó szinonimájaként használatos. Az ellenérzés, illetve előítélet egy állapotra, vagy anyagra is vonatkozhat. Ezek a szavak politikai és morális vitákban gyakran módosult jelentéssel, egyfajta szitokszóként vesznek részt. Ebbe a jelentéscsoportba tartoznak a következő szavak:
- Achondroplasiafóbia – kisemberektől, törpéktől való félelem
- Alterofóbia - a konvencionálistól eltérő nonkonform életmódoktól és stílusoktól történő viszolygás
- Bifóbia - biszexualitástól való félelem
- Kemofóbia – előítélet a gyártott anyagok ellen a természetesen előálló anyagok előnyére
- Efebifóbia – a fiataloktól való félelem, vagy gyanakvó tekintet a fiatalokra
- Gerontofóbia – az öregekkel szembeni antipátia vagy az öregedéstől való félelem
- Gigantasofóbia – magas emberektől való félelem
- Heterofóbia – félelem a heteroszexuális emberektől, a heteroszexuálisok elkerülése
- Homofóbia – a homoszexuálisok elleni averzió, ellenérzés, lenézés, még gyalázás is
- Hoplofóbia – a lőfegyverektől és lőfegyver tulajdonosoktól való félelem, azok betiltására, kontrollálására való törekvés disfemizmus
- Interfóbia - félelem az interszexuális emberektől
- Hungarofóbia – félelem a magyaroktól, avagy ellenérzés, magyargyűlölet
- Kinkfóbia - a szokványostól eltérő szexuális tevékenységeket megélő emberek felé irányuló félelem
- Pedofóbia – gyerekekre való gyanakvás, ellenérzés, előítélet
- Pszichofóbia – előítélet vagy diszkrimináció az agybetegek ellen, vagy félelem az agybetegségtől
- Teatrofóbia – a színházaktól való irtózás, ha valaki úgy fél a színháztól, mint a fogorvostól[9]
- Transzfóbia – félelem a transznemű emberektől
- Xenofóbia – félelem az idegen etnikumoktól, külföldiektől, a rájuk történő gyanakvás, illetve elkerülésük

## Tréfás és elképzelt (fiktív) fóbiák
- Aibofóbia – a palindromoktól való félelem tréfás neve, ami egyben maga is palindrom [10]
- Anachrophobia (book title) (magyarra átírva anakrofóbia lenne) – egy időben való transzportálástól (időben való áttételtől) való félelem
- Anatidaephobia (magyarra átírt szó, léte nem valószínű) – attól való félelem, hogy valahonnan és valahogyan egy kacsa megfigyelése alatt állsz. Ez egy Gary Larson képregényéből származik, ami a The Far Side Gallery, 4-ben jelent meg
- Psicislegatusphobia – Félelem egy titokzatos téged követő haltól
- Anoraknofóbia – félelem anorákot viselő pókoktól. A szó Wallace and Gromit használja egy Anoraknophobia című kis képregényfüzetében (comic book).[11] Ez a szó egy album nevét is viseli a Marillion nevű együttes által
- Arachibutyrophobia (magyarra átírt név nélkül) – a szájpadlásra ragadó földi mogyoróvaj utálata[12]
- Araknofóbiafóbia – azokra való gyanakvás, akik félnek a pókoktól a Gilmore Girls című sorozatból
- Hippopotomonsztroszeszquipedaliofóbia – hosszú szavaktól való félelem és elrettenés (a szóösszetétel kissé sántít). Ez a szó a Brainiacban jelent meg mint egy agy-ugratás
- Irritofóbia – attól való félelem, hogy valamilyen közegben/társaságban zavarsz, vagy azt hiszed hogy idegesítő vagy
- Luposlipafóbia – attól való félelem, hogy zoknit viselve a frissen viaszozott konyhapadlón farkasok fognak kergetni a konyhaasztal körül, ami a fent említett The Far Side című Gary Larson képregény sorozatból van.
- Nihilofóbia – a semmitől, a teljes ürességtől való félelem (a Star Trek: Voyager című sorozatban említik)
- Venustrafóbia – gyönyörű nőktől való félelem egy 1998 keletű humoros BBC News cikkből. A kifejezés a „Venus trap” és a „phobia” szavak összetétele. Venustraphobia a címe egy 2006-os Casbah Club albumnak is. Tényleges változata a caliginophobia
- Tonaluggapoundaphobia – félelem attól, hogy az ajtót kinyitva egy 2000 font súlyú poggyász (pl. bőrönd) esik a fejedre[13]
- Toonikfobia – A rajzfilmektől való félelem
- Transzporterfóbia – A Star Trek sorozat szereplőinek félelme a transzporter használatától, leghíresebb betege Reginald Barclay
- Cenosillicafóbia – Félelem az üres poharaktól

## Mindenféle
- Falloszofóbia – a férfi nemi szervtől való félelem
- Urofóbia – a vizelettől való irtózás
- Kriptofóbia – a titokzatos dolgoktól való félelem
- Kromofóbia – színgyűlölet vagy félelem és gyanakvás.
- Koreofóbia (angol Choreophobia) – táncgyűlölet Anthony Shay könyvének a címe egy iráni táncról és annak betiltásáról az Iráni forradalom után
- Entomophobia (magyarítva entomofóbia) – ez egy orchida nemzetségének adott név, ami a rovaroktól való félelmet jelenti (vagy talán csak az azoktól való averziót)
- Robophobia (magyarítva Robofóbia) – a neve egy Richard Evans által írt novellának
- Nanofóbia – félelem a nanotechnológiától
- Megalofóbia – félelem az olyan nagy térbeli kiterjedésű dolgoktól, amik fajtájuk szerint nem kellene, hogy olyan nagyok legyenek
- Torquefóbia – félelem a nyakláncok látványától és hordásától
- Habitufóbia – az üres ruháktól való tartózkodás, amit nem hordanak